# Río Parapetí
Río Parapetí är ett vattendrag i Bolivia.   Det ligger i departementet Santa Cruz, i den östra delen av landet, 400 km öster om huvudstaden Sucre.
I omgivningen kring Río Parapetí växer i huvudsak lövfällande lövskog. Området är nästan obefolkat, med mindre än två invånare per kvadratkilometer.